# عبد الله خلف الدوسري
عبد الله خلف الدوسري (26 فبراير 1961

) شاعر وصحفي وسياسي بحريني.

## السيرة
ولد الدوسري في قرية الزلاق في 26 فبراير 1961. حصل على شهادة الثانوية العامة عام 1976.
عمل مسئول الشؤون المالية بمركز الوثائق التاريخية بالديوان الملكي من 1982 إلى 2002. ويتولى رئاسة جمعية الشعر الشعبي. واختير لعضوية لجنة حكيم مسابقة اللغز لمحمد بن راشد آل مكتوم. وعمل صحفي بجريدة أخبار الخليج والمشرف على صفحة الشعر الشعبي.
في انتخابات مجلس النواب لعام 2002 فاز بمقعد الدائرة الرابعة في محافظة الجنوبية من جولة الإعادة بعدما جمع 699 صوت ما نسبته 67.54%. وفي انتخابات عام 2006 فاز بمقعد الدائرة بعدما جمع 656 صوت ما نسبته 62.90%. وفي انتخابات عام 2010 فاز بمقعد الدائرة بالتزكية بعد انسحاب جميع منافسيه.
في أكتوبر 2014 تم تعيينه أمين عام مجلس النواب في درجة وكيل وزارة.